# Parafia św. Józefa w Zaborze
Parafia św. Józefa w Zaborze – rzymskokatolicka parafia, położona w dekanacie Zielona Góra – św. Jadwigi, diecezji zielonogórsko-gorzowskiej, metropolii szczecińsko-kamieńskiej w Polsce, erygowana 1 września 1947 roku.

## Zasięg parafii
Miejscowości: Czarna, Dąbrowa, Łaz, Mielno, Milsko, Proczki, Tarnawa, Wielobłota, Zabór.

## Proboszczowie
- ks. Michał Suliga (1.09.1947 – 1951)
- ks. Franciszek Jędrzkiewicz (27.04.1951 – 1968)
- ks. Zenon Mytkowski  (13.09.1968 – 1974)
- ks. Leszek Gościmski (29.01.1974 – 5.08.2002)
- ks. Janusz Mikołajewicz (6.08.2002 – 1.08.2010)
- ks. Ryszard Walner (2.08.2010 – 31.07.2016)
- ks. Stanisław Stefańczyk (1.08.2016 – 7.04.2019)
- ks. Paweł Łobaczewski  (8.04.2019 – 31.07.2020 jako administrator)
- ks. Tomasz Sałatka (1.08.2019 – 31.07.2019 jako administrator, 1.08.2020 – 31.07.2022 jako proboszcz)
- ks. Krzysztof Kwaśnik (od 1.08.2022)